# Dzwonkówka białobeżowa

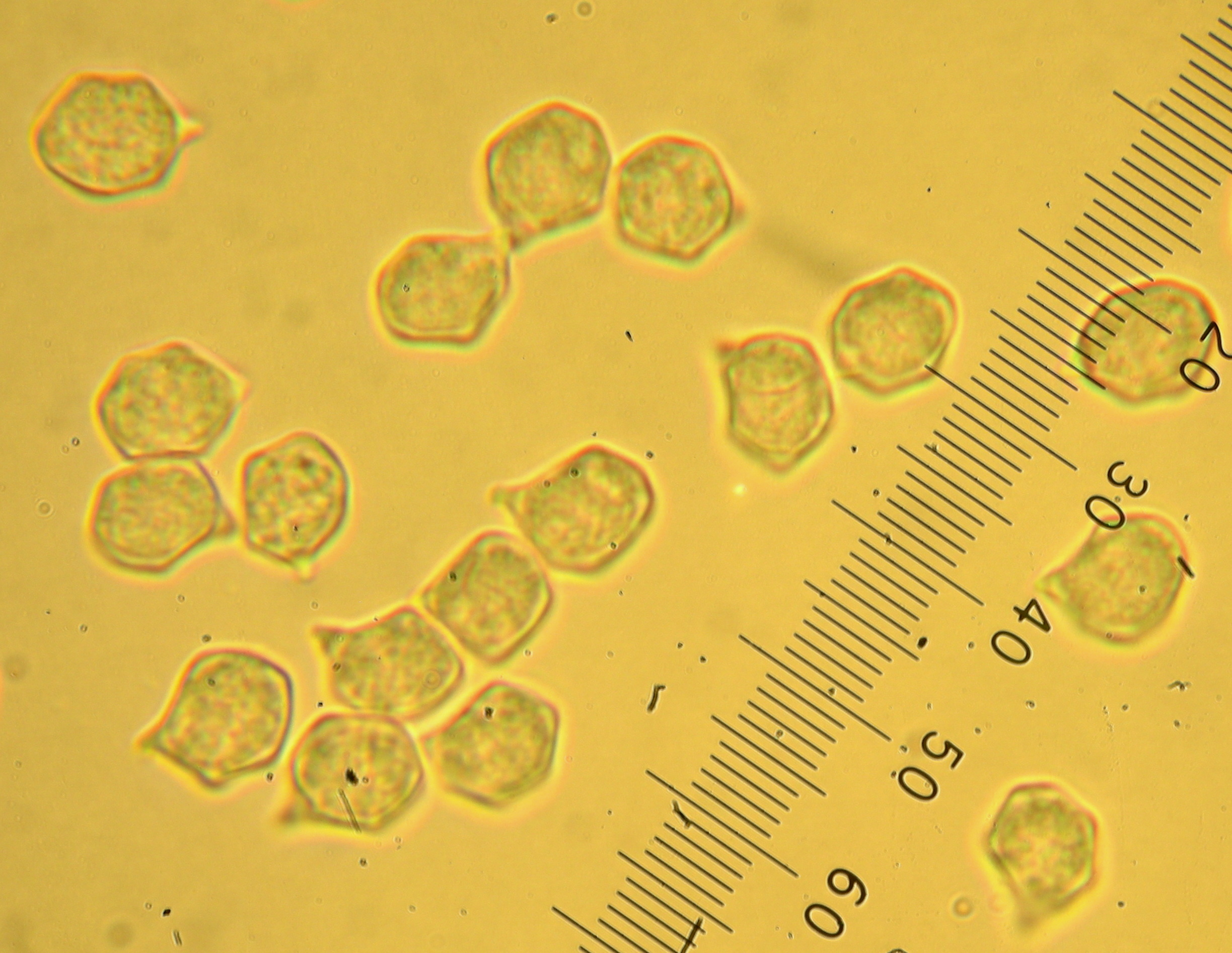

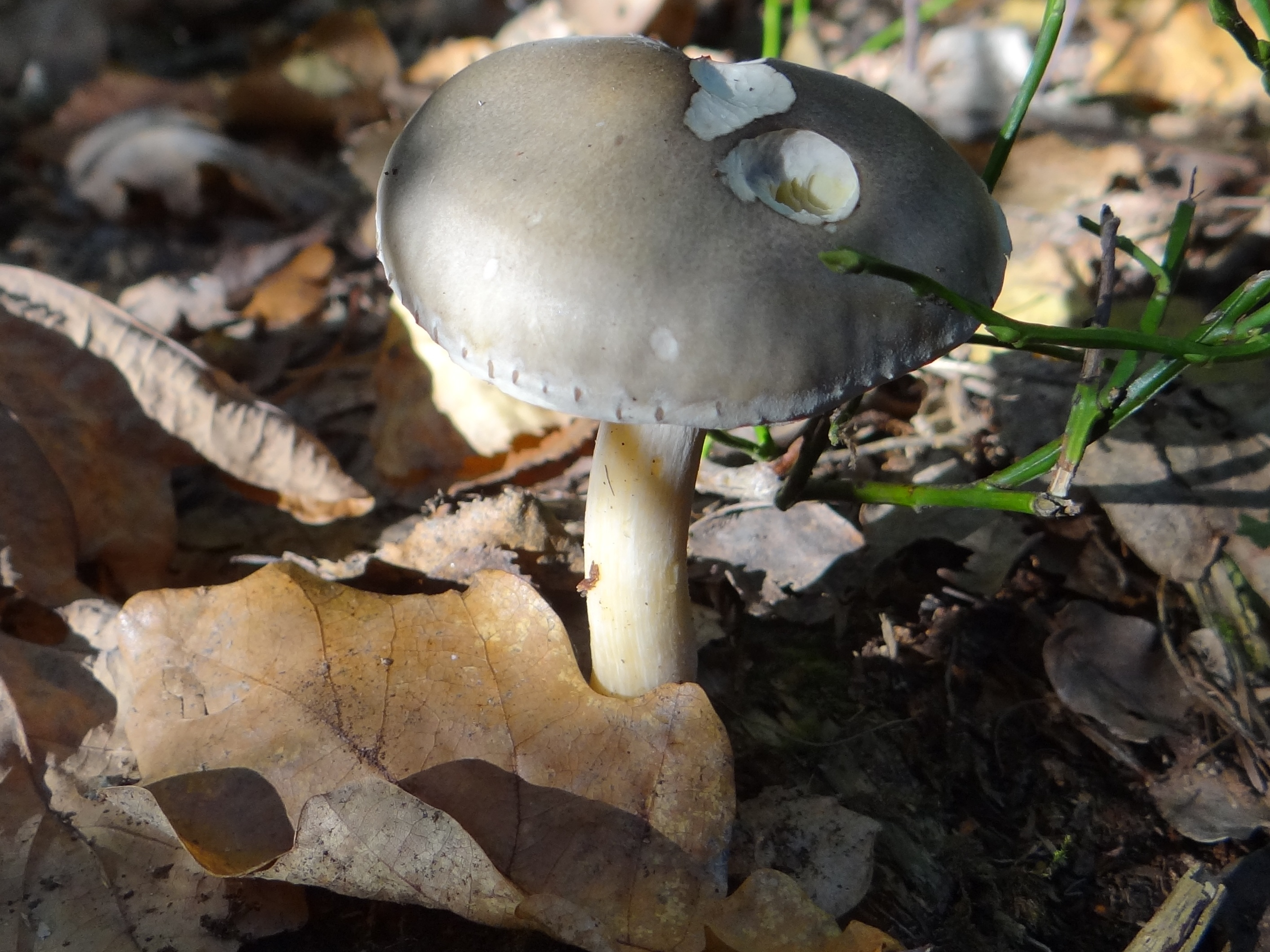

Dzwonkówka białobeżowa (Entoloma lividoalbum (Kühner & Romagn.) Kubička) – gatunek grzybów z rodziny dzwonkówkowatych (Entolomataceae).

## Systematyka i nazewnictwo
Pozycja w klasyfikacji według Index Fungorum: Entoloma, Entolomataceae, Agaricales, Agaricomycetidae, Agaricomycetes, Agaricomycotina, Basidiomycota, Fungi.
Po raz pierwszy takson ten opisali w 1954 r. Robert Kühner i Henri Charles Louis Romagnesi, nadając mu nazwę Rhodophyllus lividoalbus. Obecną, uznaną przez Index Fungorum nazwę, nadał mu w 1975 r. Jiří Kubička.
Synonimy:
- Entoloma lividoalbum f. inodoratum Largent 1994
- Rhodophyllus lividoalbus Kühner & Romagn. 1954[2].

Polska nazwa występuje w internetowym atlasie grzybów.

## Morfologia
Kapelusz
Średnica 35–90 mm, początkowo stożkowaty, potem wypukły, w końcu nieregularnie płaski, zwykle z wyraźnym, szerokim garbkiem. Brzeg początkowo podwinięty, potem prosty. Jest higrofaniczny; w stanie wilgotnym średnio ciemnożółtobrązowy, sepiowy, tylko nieco jaśniejszy w kierunku brzegu, prześwitująco prążkowany tylko na brzegu lub bez prążków, w stanie suchym blaknący do szaro-ochrowego, blado sepiowego lub w kolorze kości słoniowej, nieco lepki, delikatnie pomarszczony.
Blaszki
Od 40 do 65, l = 1-9, umiarkowanie gęste, szeroko przyrośnięte lub zbiegające, brzuchate, początkowo kremowe, potem, potem różowe z nieregularnie ząbkowanymi ostrzami tej samej barwy.
Trzon
Wysokość 30–70 mm, grubość 8–20 mm, cylindryczny lub spłaszczony, pełny, zwykle poszerzony w kierunku podstawy, rzadko zwężający się, biały do brudnożółtokremowego z błyszczącym, włóknistym nalotem, czasem kłaczkowaty na wierzchołku, ku dołowi nagi.
Miąższ
Twardy, biały. Zapach silnie mączny. Smak mocno mączny.
Cechy mikroskopowe
Podstawki 35–50 × 10–14 µm, 4-zarodnikowe, ze sprzążkami. Krawędź blaszki płodna, cystyd brak. Strzępki skórki o szerokości 2,5–12 µm, cylindryczne, na środku czasami z wznoszącymi się, maczugowatymi elementami końcowymi o szerokości do 25 µm. Zarodniki 8–10 (–11) x 8,0–8,5 (–9,0) µm, Q = 1,05–1,3 (–1,4), Qav = 1,2, 5–7–kątne w widoku z boku. W strzępkach skórki brązowy, wewnątrzkomórkowy pigment. Sprzążki liczne w strzępkach wszystkich części grzyba.
Gatunki podobne
Dzwonkówka szara (Entoloma rhodopolium) odróżnia się jaśniejszym kapeluszem, stosunkowo dłuższym trzonem i brakiem zapachu, lub zapachem alkalicznym, nie mącznym. Dzwonkówka tarczowata (Entoloma clypeata) odróżnia się cechami mikroskopowymi i tworzy owocniki głównie wiosną pod drzewami i krzewami z rodziny różowatych.

## Występowanie i siedlisko
Występuje w Ameryce Północnej i Europie. W Europie jest bardzo rzadki, ale szeroko rozprzestrzeniony. Brak go w wykazie wielkoowocnikowych grzybów podstawkowych Polski Władysława Wojewody z 2003 r., jednak jego stanowiska znaleziono w późniejszych latach. Jest częsty.
Grzyb naziemny występujący w bogatych w próchnicę lasach liściastych oraz na łąkach, na ciężkich, gliniastych i wilgotnych glebach. Owocniki pojawiają się od późnego lata do jesieni, zwykle w grupach, czasem zrośnięte po kilka, rzadziej pojedynczo.